# Stilobezzia simulator
Stilobezzia simulator är en tvåvingeart som beskrevs av Meillon 1960. Stilobezzia simulator ingår i släktet Stilobezzia och familjen svidknott.
Artens utbredningsområde är Liberia. Inga underarter finns listade i Catalogue of Life.